# Лопата (Целє)
Лопата (словен. Lopata) — поселення в общині Целє, Савинський регіон, Словенія. 
Висота над рівнем моря: 253,9 м.